# Aloysius Bertrand
Aloysius Bertrand är den pseudonym som användes av författaren och poeten Louis Jacques Napoléon Bertrand, född 20 april 1807 i Ceva Piemonte Italien, död 29 april 1841 i Paris Frankrike. Han var den förste i Frankrike att göra bruk av prosadikten som poetisk form och visade prov på denna forms kvalitet i samlingen Casper Natt. Maurice Ravel komponerade 1909 en virtuos pianosvit med samma namn, inspirerad av tre av dessa prosadikter: Undinen, Galgen och Scarbo.
Bertrand föddes i Piemonte, hans far var fransman medan modern var av italienskt påbrå. Han uppfostrades i Dijon och blev 1828 utgivare av Provincial, en katolsk och monarkistisk tidning. Bertrand kom därefter i kontakt med romantikerna, bland annat Charles-Augustin Sainte-Beuve och blev efter julirevolutionen 1830 redaktör för Patrionte de la Côte d'or, en liberal tidning och bosatte sig 1832 i Paris, där han sedan tillbringade resten av sitt liv, fattig och bröstsjuk. Bertrand debuterade som poet med några ballader men blev främst känd genom sina prosadikter, som under titeln Gaspard de la nuit, fantasies à la manière de Rembrandt et de Callot publicerades postumt 1842. Charles Baudelaire inspirerades till sina prosapoem av Bertrands Œuvres poétiques.

## Verk översatt till svenska
- Casper Natt: fantasier i Rembrandts och Callots manér; övers. samt inledning och kommentarer av Ebbe Linde, 1976 (Gaspard de la Nuit)